# Jigme Thinley
Dasho Jigme Yoser Thinley (Bumthang, 9 de septiembre de 1952) es un político butanés que ocupó el cargo de primer ministro de Bután desde el 9 de abril de 2008 hasta el 30 de julio de 2013. Fue nombrado por el rey Jigme Khesar Namgyel Wangchuck tras la victoria electoral de su partido, Partido Paz y Prosperidad de Bután, en las primeras elecciones democráticas en el país, consiguiendo 45 de los 47 escaños en la Asamblea Nacional de Bután. Thienley formó su gobierno el 11 de abril con 10 ministros, todos ellos de su mismo partido. Antes de la transición democrática ya ocupó el cargo de primer ministro, del 20 de julio de 1998 al 9 de julio de 1999 y del 30 de agosto de 2003 al 20 de agosto de 2004.

## Distinciones honoríficas

### Distinciones honoríficas butanesas
- Real Kabney Roja (02/1987).[2]
- Real Kabney Naranja (01/1994).[2]
- Miembro de la Real Orden de Bután (02/06/1999).[2]
- Medalla Conmemorativa del Jubileo de Plata del Rey Jigme Singye (02/06/1999).[2]
- Medalla Conmemorativa de la Coronación del Rey Jigme Khesar (06/11/2008).[2]
- Medalla conmemorativa del centenario de la monarquía (06/11/2008).
- Miembro de la Orden del Poder del Dragón Trueno (17/12/2008).[2]